# Балабанов, Александр Петрович
Александр Петрович Балабанов (род. 16 ноября 1945, Новосибирск) — советский и российский артист балета, педагог, театральный деятель, народный артист РСФСР.

## Биография
Александр Петрович Балабанов родился 16 ноября 1945 года в Новосибирске. В 1965 году окончил Новосибирское хореографическое училище (педагог С. Г. Иванов) и одновременно общеобразовательную школу № 40 Новосибирска.
В 1965—1989 годах выступал в Новосибирском театре оперы и балета. Был артистом кордебалета, а с 1968 года стал солистом балета. Классический танцовщик лирико-романтического плана.
Одновременно в 1985 году, во время работы в театре оперы и балета, окончил Новосибирскую высшую партийную школу. В 1973—1986 годы являлся депутатом Совета депутатов Центрального района города Новосибирска. В 1978 году был делегатом XVIII съезда ВЛКСМ.
В 1989—1993 годах был солистом Камерного театра современного и классического балета «Балет–Новосибирск» (худрук А. В. Бердышев).
С 1992 года работает в администрации Новосибирской области, консультант управления общественно-политических связей министерства общественных связей и информации Правительства Новосибирской области. Член Президиума областного музыкального общества (1989). Член Президиума Новосибирского филиала Российского фонда культуры (1992). Вице-президент Русской академии искусствознания и музыкального исполнительства (РАИ и МИ), президент Новосибирского отделения РАИ и МИ (2003).
Педагог Новосибирского государственного педагогического университета (кафедра народной художественной культуры и музыкального образования).
С 2013 года — сотрудник министерства социального развития Новосибирской области.

## Премии и награды
- Медаль «В ознаменование 100-летия со дня рождения Владимира Ильича Ленина» (1970).
- Премия Новосибирского областного комитета комсомола (1975).
- Заслуженный артист РСФСР (20.12.1976).
- Народный артист РСФСР (17.01.1983).
- Почётный работник культуры Новосибирской области (2010).

## Работы в театре

### Новосибирский театр оперы и балета
- «Банк Бан» Ф. Эркеля — маленький паж
- «Лебединое озеро» П. Чайковского — Зигфрид
- «Спартак» А. Хачатуряна — Спартак
- «Жизель» А. Адана — Альберт
- «Щелкунчик» П. Чайковского — Принц
- «Гаянэ» А. Хачатуряна — Армен
- «Лауренсия» А. Крейна — Фрондосо
- «Анна Каренина» Р. Щедрина — Вронский
- «Кармен-сюита» Р. Щедрина — Хозе
- «Легенда о любви» А. Меликова — Ферхад

### Театр «Балет–Новосибирск»
- «Метель» — Бурмин
- «Моя Франческа» — Паоло
- «Чудесный мандарин»
- «Фантазия на тему любви»